# Adobe AIR
Інтегроване середовище Adobe (англ. Adobe Integrated Runtime), або Adobe AIR — це незалежне від платформи операційне середовище для вебзастосунків. Програма, написана з використанням AIR, може виконуватися не лише у браузері, а і як звичайна десктопна програма.

## Огляд
AIR дає можливість перетворити існуючі Вебсервіси, написані із використанням Flash, ActionScript, HTML або JavaScript, на традиційні програми для ПК. Зазвичай вебсервіси зберігають дані користувача на власних серверах. З іншої сторони, можливість зберігати свою інформацію на власному ПК часто дуже важлива опція для користувача. Також AIR-додатки мають змогу працювати без підключення до мережі Інтернет.

## Підтримка платформ
Додатки, створенні з використанням AIR, можуть бути запущені на декількох платформах, для яких Adobe або її партнери постачають середовище виконання, а саме: Microsoft Windows NT (XP, Vista, 7 і 8), Mac OS X (PowerPC і Intel), Linux (тільки для 32-х бітних процесорів x86), QNX і Android. Починаючи з версії 2.7.1, компанія Adobe відмовилася від підтримки AIR для платформи Linux, останньою доступною для цієї системи версією продукту AIR, є версія 2.6.0.
Доступ до API закритий Adobe для деяких з цих платформ.

## Робота з даними
- дані на вебсервері
- локальний XML файл
- локальна база даних SQLite
- зашифрована локальна база даних